# Kanton Bolívar
Kanton Bolívar – kanton w prowincji Manabí w Ekwadorze. Stolicą kantonu jest miasto Calceta.

## Położenie
Kanton Bolívar znajduje się w środkowo-wschodniej części prowincji Manabí. Na wschodzie graniczy z kantonem Pichincha, na południu z kantonami Portoviejo i Junín, a na północy z Tosagua i Chone.

## Demografia
Grupy etniczne zamieszkujące kanton Bolívar w 2010 roku:
- Metysi 73,3%
- Montubio 19,1%
- Afro-Ekwadorczycy 4,4%
- Biali 3,1%
- Rdzenna ludność indiańska 0,1%
- Inni 0,1%